# McMurdos torrdalar

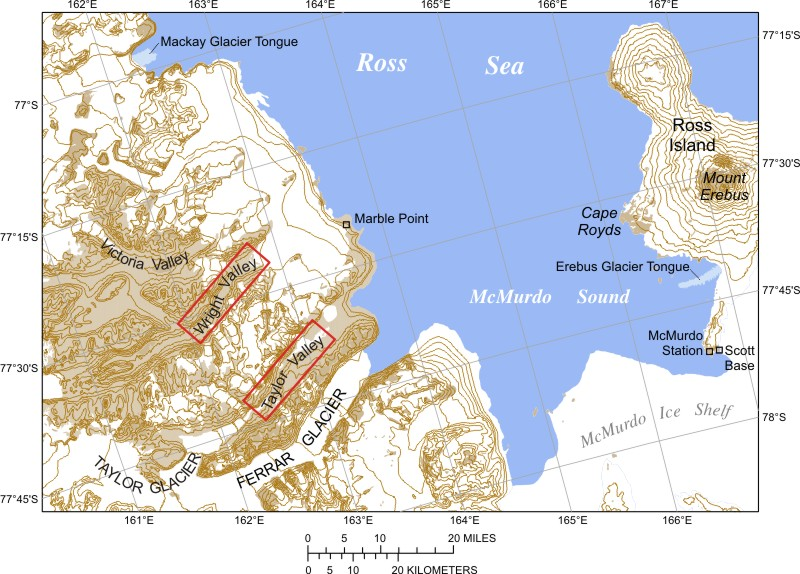
Karta över McMurdos torrdalar.

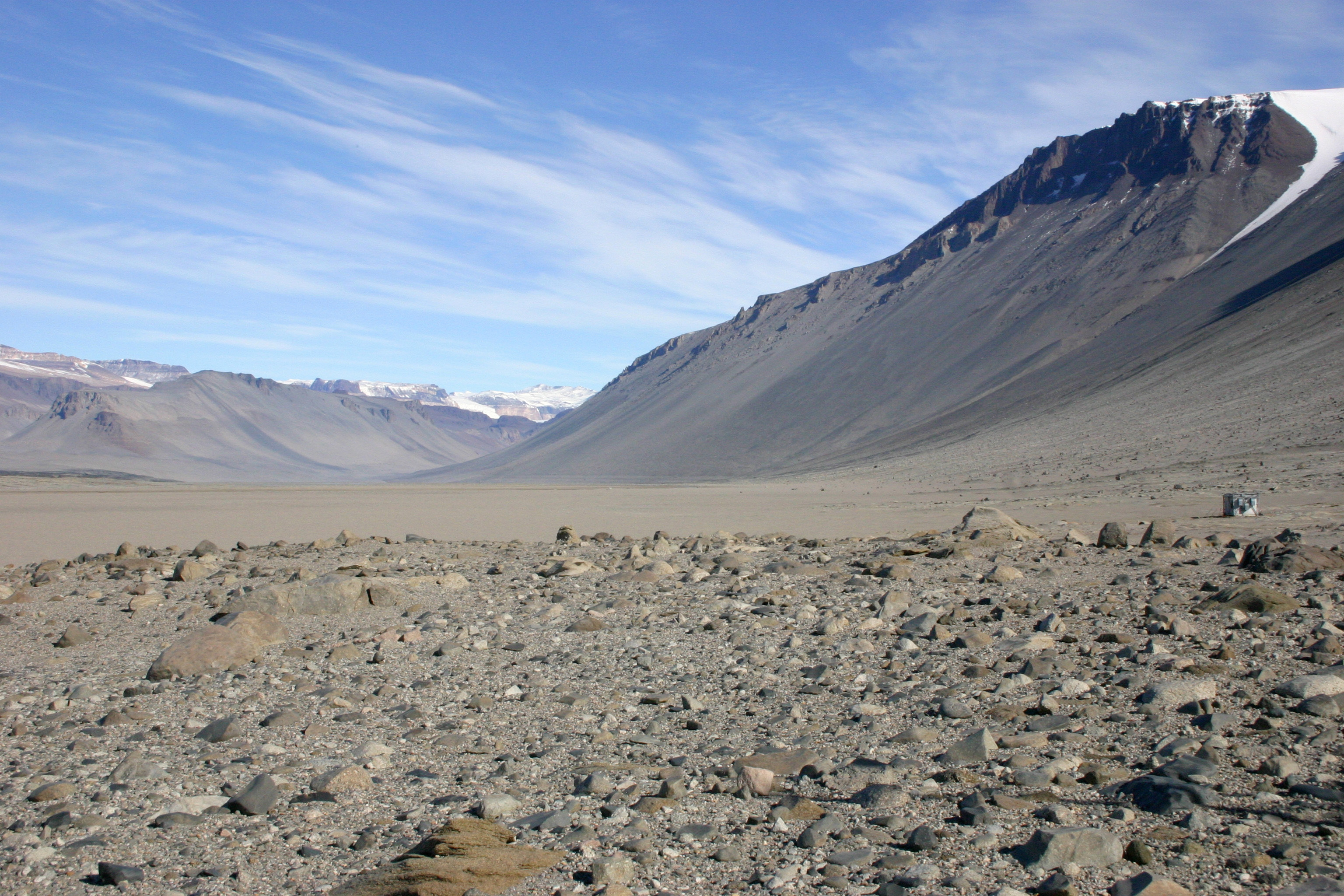
Wright Valley.

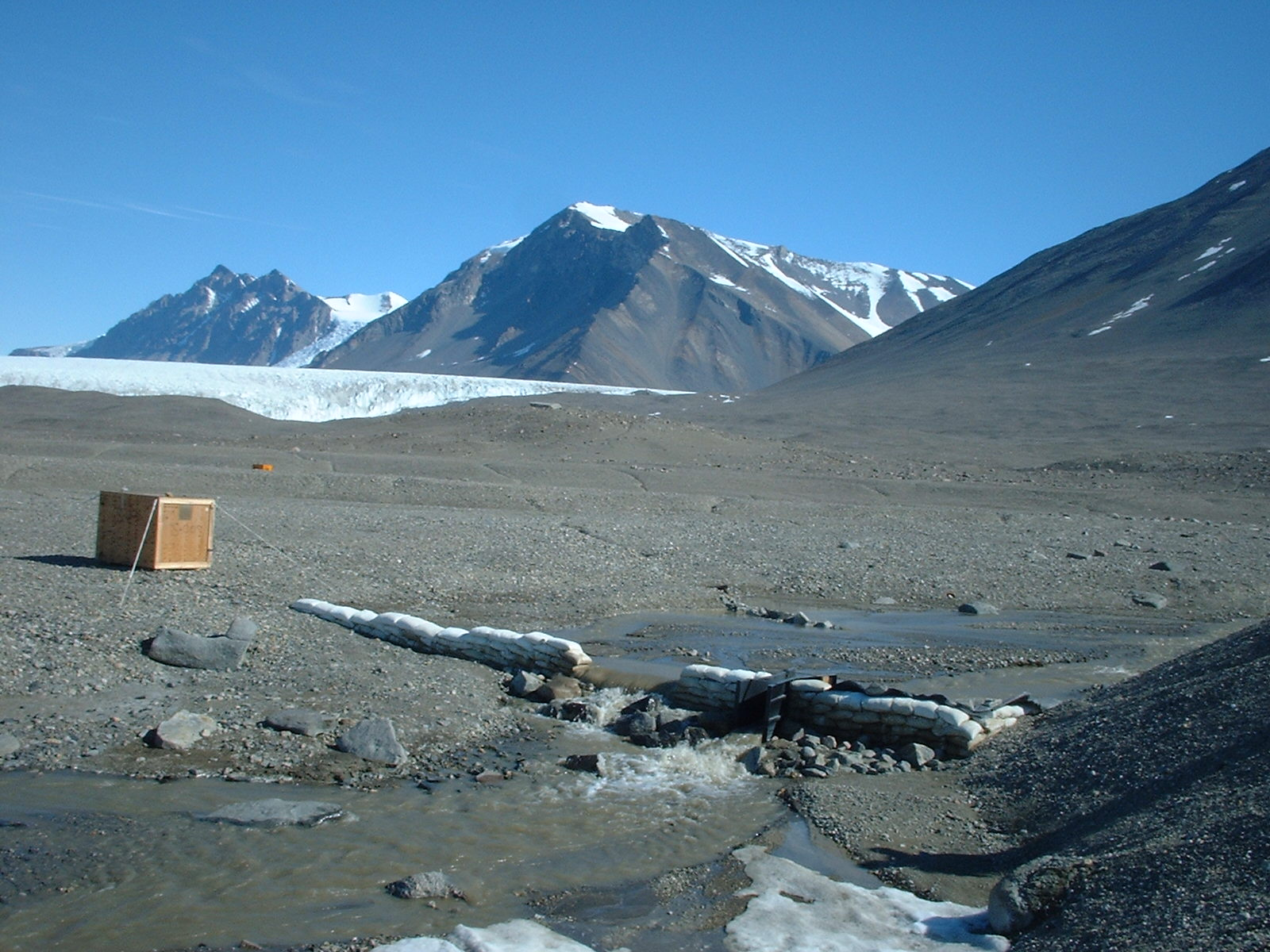
Taylor Valley.

McMurdos torrdalar (engelska: McMurdo Dry Valleys) är ett område med flera dalgångar i Antarktis och den största antarktiska oasen. Det ligger i Östantarktis. Nya Zeeland gör anspråk på området.

## Geografi
McMurdos torrdalar ligger vid Scott Coast i den södra delen av Victoria Land i Östantarktis vid den västra kusten av McMurdosundet mitt emot Rossön.
Området sträcker sig cirka 80 km från norr till söder och cirka 193 km från öst till väst mellan 76° 30' S till 78° 30' S och 160° 00' Ö till 164° 30' Ö, hela området har en area på cirka 15 000 km² varav cirka 4 900 km² är helt snöfria.
McMurdos torrdalar är del av de Transantarktiska bergen.

### Dalgångar
De mindre dalgångar i norr ligger vid Convoy Range och är:
- Alatna Valley
- Barwick Valley
- Balham Valley
- McKelvey Valley
- Pearse Valley

De stora dalgångarna ligger i den mellersta delen och är:
- Victoria Valley, cirka 40 km lång (mellan Saint Johns Range i norr och Olympus Range i söder)
- Wright Valley, cirka 60 km lång (mellan Olympus Range i norr och Asgard Range i söder)
- Taylor Valley, cirka 50 km lång (mellan Asgard Range i norr och Kukri Hills i söder)

De mindre dalgångar i söder ligger mellan Royal society Range och Koettlitzglaciären och är:
- Garwood Valley
- Marshall Valley
- Miers Valley
- Hidden Valley
- Roaring Valley

### Vattendrag
Det finns flera åar och insjöar i området, på grund av den låga luftfuktigheten har dessa dock hög salthalt (några högre än Assalsjön och Döda havet). De flesta vatten ligger bland de stora dalarna.
Victoria Valley:
- Lake Vida, den största insjön

- Kite Stream

Wright Valley:
- Lake Brownworth (sötvatten)
- Don Juan Pond, med den högsta salthalten
- Lake Vanda

- Onyx River, cirka 40 km lång, längsta vattendraget i hela Antarktis

Taylor Valley:
- Lake Bonney
- Lake Chad
- Lake Fryxell
- Lake Hoare
- Parera Pond

- Crescent Stream
- Harnish Creek
- Huey Creek
- Vincent Creek

Pearse Valley:
- Lake House
- Lake Joyce

Garwood Valley:
- Lake Garwood

Miers Valley:
- Lake Miers

## Klimat
Klimatet i torrdalarna kännetecknas av mycket låg luftfuktighet vilket delvis beror på de omgärdande bergen som blockerar glaciärtillflödet, delvis på mycket låg nederbörd och delvis på katabatiska vindar som förångar den fukt i form av is, snö och vatten som finns.
Temperaturen varierar från cirka -50  C under vinterperioden till cirka -10  C under sommarperioden, medeltemperaturen ligger på -19.8 °C och ytterst sällan stiger temperaturen till 0  C.

## Flora och fauna
Det finns ingen växtlighet i torrdalarna. Det förekommer olika arter av endolitiska och anaerobiska bakterier.

## Historia
McMurdos torrdalar har troligen varit snöfria sedan flera miljoner år.
Området utforskades av Robert Falcon Scott både under dennes Discovery-expeditionen åren 1901-1904 och under Terra Nova expeditionen åren 1910-1912. Scott myntade då även namnet torrdalar.
McMurdos torrdalar är namngiven efter Archibald McMurdo, kapten på HMS Terror under James Clark Ross Antarktisexpedition åren 1839-1841.
1986 föreslogs det nuvarande namnet av amerikanska "Advisory Committee on Antarctic Names" (US-ACAN, en enhet inom United States Geological Survey).
2004 utsågs området till en särskild skyddszon (ASMA, Antarctic Specially Managed Area, no 2).